# História das ideias
A história das ideias é um campo de pesquisa da história que lida com a expressão, preservação e mudança dos significados produzidos pelas sociedades humanas ao longo do tempo. É uma disciplina irmã (ou muito próxima) da história intelectual, a depender da própria concepção do significado do conceito de "ideia". O trabalho na história das ideias pode envolver pesquisa interdisciplinar em áreas como história da filosofia, história da ciência, história da literatura, História cultural, Ciência política, teoria literária, entre outras.  

## A abordagem Lovejoy
O historiador Arthur O. Lovejoy (1873-1962) cunhou a frase história das ideias e iniciou seu estudo sistemático nas primeiras décadas do século XX. A Universidade Johns Hopkins foi um "berço fértil" para a história das ideias de Lovejoy; ele trabalhou lá como professor de história, de 1910 a 1939, e durante décadas presidiu as reuniões regulares do Clube de História das Ideias. Outra consequência de seu trabalho é o Journal of the History of Ideas.
Além de seus alunos e colegas envolvidos em projetos relacionados (como René Wellek e Leo Spitzer, com quem Lovejoy envolvidos em debates prolongados), estudiosos como Isaiah Berlin, Michel Foucault, Christopher Hill, J. G. A. Pocock, e outros continuaram a trabalhar em um espírito próximo àquele com o qual Lovejoy perseguia a história das ideias. O primeiro capítulo do livro de Lovejoy, A Grande Cadeia do Ser (1936), apresenta uma visão geral do que ele pretendia ser o programa e o escopo do estudo da história das ideias.
A história das ideias de Lovejoy toma como unidade básica de análise a ideia-unidade ou o conceito individual. Essas ideias-unidade funcionam como os blocos de construção da história das ideias: embora elas sejam relativamente inalteradas ao longo do tempo, as ideias-unidade se recombinam em novos padrões e ganham expressão em novas formas em diferentes épocas históricas. Na visão de Lovejoy, o historiador das ideias teria a tarefa de identificar essas ideias-unidade e de descrever sua emergência e recessão histórica em novas formas e combinações. metodologia da ideia-unidade, destinada a extrair a ideia básica de qualquer trabalho e movimento filosófico, também possui certos princípios definidores: 1) suposições, 2) motivos dialéticos, 3) pathos metafísico e 4) semântica filosófica. Esses diferentes princípios definem o movimento filosófico abrangente dentro do qual, argumenta Lovejoy, pode-se encontrar a ideia-unidade, que pode então ser estudada ao longo da história de tal ideia. 

## Perspectivas
Na Suécia, a história das ideias tem sido uma disciplina distinta desde a década de 1930, quando Johan Nordström, um académico de literatura, foi indicado professor da nova disciplina na Universidade de Uppsala. Atualmente, várias universidades ao redor do mundo possuem cursos neste campo, usualmente como parte de um programa de graduação. Em relação a história das ideias ao longo do século XX o domínio historiográfico conhecido como História das Ideias e/ou História Intelectual foi palco de discussões em torno da definição sobre o que seriam as “ideias” enquanto objeto de estudo por parte do historiador e as possibilidades de abordá-la teórica e metodologicamente. 
Sobre as ideias existem duas leituras sobre sua relação com a história: uma primeira, como proposição ontológica, que afirma a existência “real” das ideias na história no sentido de matéria do conhecimento histórico, e uma segunda, como proposição epistemológica, que realça a validade de certo tipo de conhecimento histórico no qual as ideias constituem seu objeto de estudo. A primeira proposição conduziu à elaboração de histórias baseadas na premissa de que as ideias se apresentam ou se desenvolvem na história de maneira independente ou autônoma em relação às demais regiões ou instâncias do real. A segunda proposição contribuiu para o desenvolvimento do que denominamos como história das ideias.
Para se pensar as ideias e/ou pensamento enquanto proposição epistemológica é importante ressaltar uma definição sobre “ideia”. Um conceito tradicional propunha a ideia como sendo uma interpretação representacional de um objeto ou fato, como o legado pela via cartesiana, que defendia que no ser humano o sentido forneceria a existência do corpo, mas a razão evidenciaria a certeza do cogito por meio da transformação da “realidade do mundo exterior” em ideias dessa “realidade”. A operação de converter as coisas em objeto seria a representação, cujo suporte, o sujeito, seria precisamente o cogito. No entanto, o cerne da tradição cartesiana viu-se abalado no século XX pelas reflexões sobre a linguagem, as quais demonstraram, como no caso dos estudos de Wittgenstein, que a linguagem seria uma atividade realizada em diversos contextos de ação que só poderiam ser compreendidos no horizonte contextual de um “jogo de linguagem”, o qual saliente que o falar da linguagem é parte de uma atividade ou forma de vida. Estas reflexões contribuíram para se pensar na história das ideias como as ideias significam, se articulam umas às outras e são transmitidas ou recebidas no âmbito de um processo mais geral que é o da produção do sentido em determinados contextos históricos.